# Phalanx

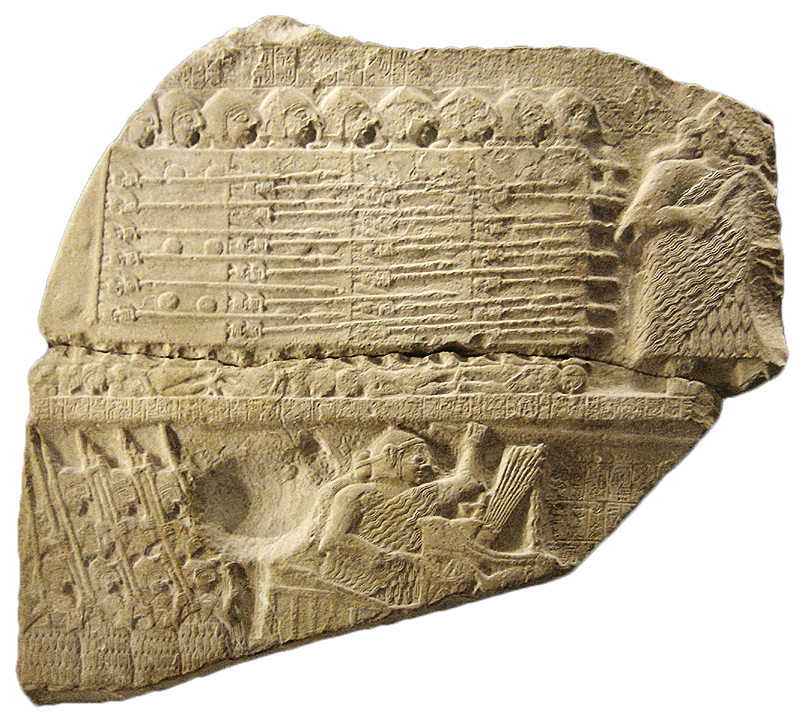
Sumerische Phalanx um 2440 v. Chr. (auf der Geierstele)

Als Phalanx (altgriechisch φάλαγξ phálanx, deutsch ‚Baumstamm, Walze, Rolle, Schlachtreihe‘; der Plural des Wortes lautet Phalangen) wird eine dichtgeschlossene, lineare Kampfformation schwerbewaffneter Infanterie mit mehreren Gliedern bezeichnet. Der Begriff bezieht sich vor allem auf die im antiken Griechenland übliche Schlachtformation, in der die Hopliten eine Wand aus Schilden bildeten, wobei die rechte Seite jedes Schwerbewaffneten durch den Schild des Nachbarn gedeckt wurde. Es wurde in Zügen mit zwei Dutzend Männern marschiert, in der Regel zu dritt nebeneinander und acht Mann tief, mit dem Speer über der rechten Schulter. Seit dem 16. Jahrhundert findet sich der Begriff auch in Übersetzungen antiker Schriftsteller und in der Fachliteratur, seit dem 18. Jahrhundert aus dem Lateinischen übernommen auch, um geschlossene Reihen oder Fronten zu bezeichnen.

## Ursprünge
Inzwischen wird mehrheitlich angenommen, dass die Phalanx bereits in vorgriechischer Zeit bekannt war und als Schlachtgliederung für die Infanterie benutzt wurde. Die auf das Jahr 2440 oder 2430 v. Chr. datierte Geierstele des Königs Eanatum aus Lagasch zeigt auf mehreren Bruchstücken dichtgeschlossene Kämpfer zu Fuß, die mit Schild und Lanze bewaffnet vorgehen. Demnach wäre die Phalanx bereits in den sumerischen Reichen entwickelt und eingeführt worden.

## Archaisches und klassisches Griechenland

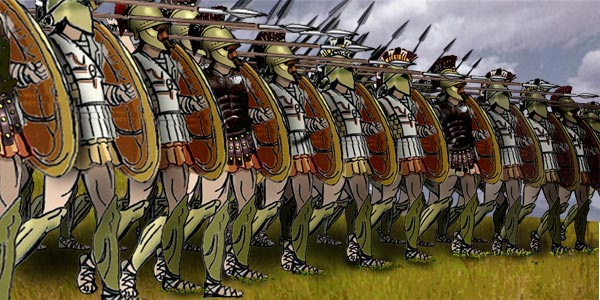
Phalanx der klassischen Zeit, noch mit kurzer Lanze (moderne Zeichnung)

Im griechischen Altertum leitete die Phalanx den Übergang von Einzel- zu Formationskämpfen ein. Sie wurde von den Spartanern wahrscheinlich im 7. Jahrhundert v. Chr. eingeführt und bestand aus gepanzerten Hopliten, die mit einer ursprünglich etwa zwei Meter langen, später immer längeren (bis zu 7 Meter) Lanze bewaffnet waren. Diese Lanze war oftmals auch noch mit einer Bronzespitze am unteren Ende des Schaftes versehen. Diese diente dazu, im Falle eines feindlichen Kavallerieangriffs die Lanze in den Boden zu rammen. Dadurch bot sie den Reitern größeren Widerstand, als wenn sie von einem Soldaten gehalten wurde, und schuf so ein nahezu unüberwindbares Hindernis. Außerdem konnte die hintere Spitze als Sekundärwaffe benutzt werden, falls die Lanze brach, oder im Falle, dass die Lanze noch ganz war, dazu verwendet werden, auf gestürzte Gegner einzustechen, die man in der Vorwärtsbewegung überging. Die Phalanx war eine geschlossene lineare Formation, die sich aus mehreren Gliedern von Hopliten zusammensetzte.

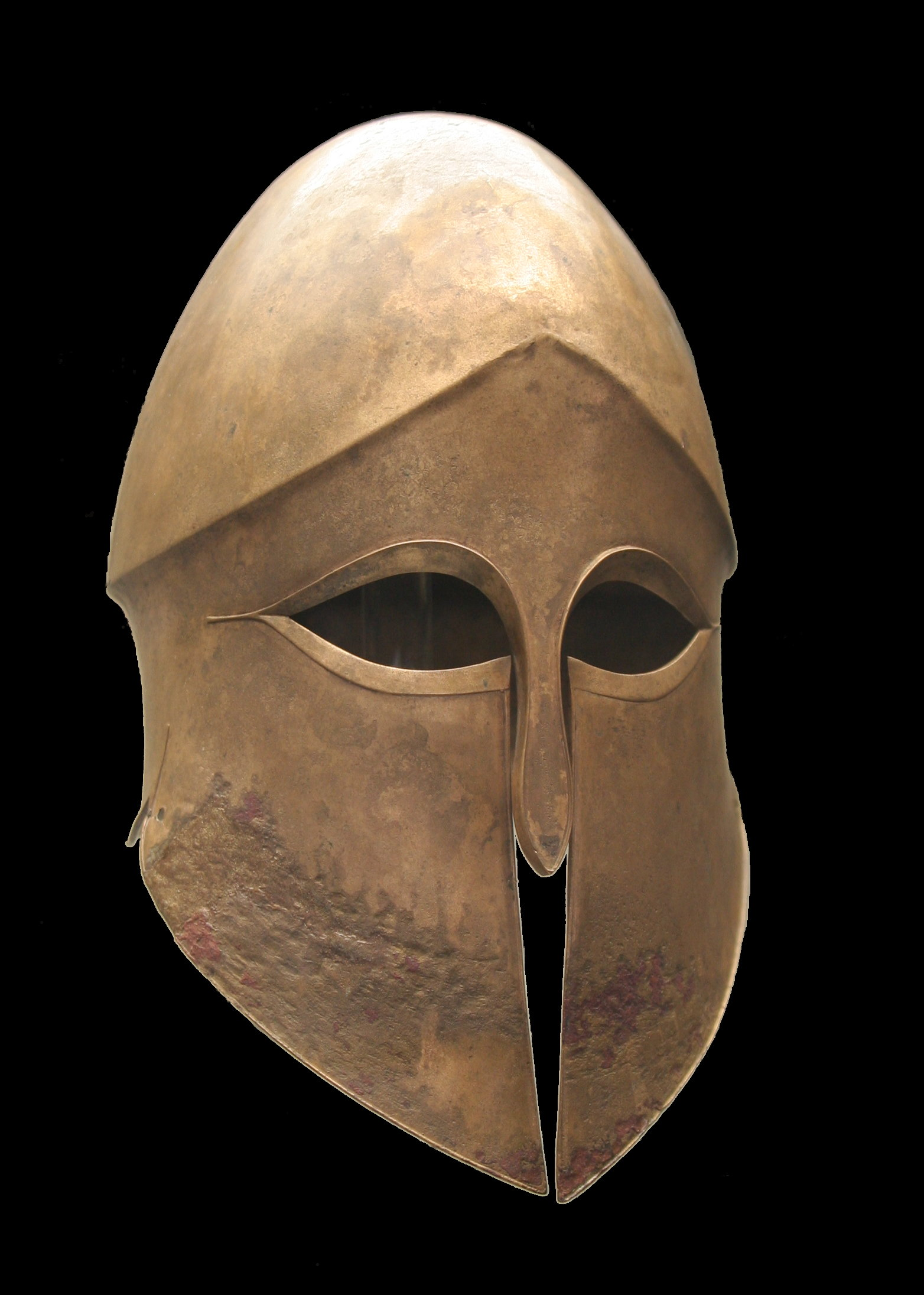
Korinthischer Bronzehelm aus dem 5. Jh. v. Chr., typischer griechischer Schutzhelm in der Phalanx

Ursprünglich war die Phalanx vermutlich 8 Glieder in offener und 4 Glieder in geschlossener Ordnung tief. Später hatte die Aufstellung gewöhnlich eine Tiefe von 7 bis 12 Mann. Ein Problem der linearen Aufstellung mit phalanx-typischer Bewaffnung und Ausrüstung war das Bestreben jedes Phalangiten, seine ungeschützte rechte Seite in den Schutz des Schildes seines rechten Nebenmannes zu bringen. Dadurch hatte die Phalanx griechischer Prägung eine deutliche Tendenz, sich nach rechts zu ziehen. Die Gemeinsamkeit der griechischen Heere in diesen Gewohnheiten führte dazu, dass sich während der Schlacht beide Phalangen parallel gegen den Uhrzeigersinn drehten. Der wegen seiner elitären Besetzung kampfkräftigere rechte Flügel siegte gewöhnlich gegen den ihm gegenüberstehenden, entsprechend weniger kampfstarken linken Flügel des Gegners. Theoretisch war es also denkbar, dass jeweils beide rechten Flügel den ihnen gegenüberstehenden Flügel schlugen und dadurch für den Stoß in den Rücken oder die tiefe Flanke des Gegners frei wurden. Deshalb trug auch in der Schlacht die Armee den Sieg davon, der es als erster gelang, auf ihrem rechten Flügel zu siegen. Sobald dies geschehen war, räumte der Gegner üblicherweise freiwillig das Feld und ließ es nicht zum Äußersten kommen.
In klarer Erkenntnis dieser Zusammenhänge wandelte der thebanische Feldherr Pagondas in der Schlacht von Delion (424 v. Chr.) seine Phalanx so ab, dass er seinen rechten Flügel auf eine Rottentiefe von 25 Mann verstärkte. Dadurch sollte es möglich sein, rechts so rasch vorzustoßen und den linken Flügel des Feindes zu zerschmettern, dass diesem keine Möglichkeit gelassen wurde, in vergleichbar kurzer Zeit selbst zu einem Erfolg auf dem anderen Flügel zu kommen. Fünfzig Jahre später erweiterte Pagondas’ Landsmann Epaminondas diesen taktischen Ansatz zu einer völlig neuartigen Schlachtordnung, die als Schiefe Schlachtordnung in die Geschichte einging und zu den bedeutendsten taktischen Entwicklungen gezählt wird. In der Schlacht bei Leuktra drehte Epaminondas das klassische Konzept der Phalanx um und stellte seine besten Kämpfer auf den linken statt den rechten Flügel. Außerdem verstärkte er diesen Flügel auf eine Rottentiefe von 50 Mann. Infolgedessen stießen in der Schlacht von Leuktra erstmals die Eliten zweier Armeen direkt aufeinander. Die extreme Tiefe seines linken Flügels sollte einen sicheren und schnellen Sieg über den feindlichen Angriffsflügel gewährleisten. Gleichzeitig hielt er seinen ausnahmsweise weniger kampfstarken rechten Flügel zurück und ließ ihn nicht ins Gefecht eingreifen, woher die Schlachtordnung auch ihre Bezeichnung „schief“ erhielt (die Heere prallten nicht parallel, sondern im spitzen Winkel aufeinander).

## Makedonische Phalanx
Die nächste Weiterentwicklung der Phalanx geschah unter dem makedonischen König Philipp II. Die militärischen Erfolge der Makedonen im 4. Jahrhundert v. Chr. wurden unter anderem durch ihre Weiterentwicklung der Phalanx-Taktik begründet. Die makedonischen Phalangiten trugen lediglich leichte Rüstungen, wodurch sich das makedonische Heeresaufgebot stark vergrößerte. Ein Großteil der makedonischen Infanterie, die "Gefährten zu Fuß" (Pezhetairen)  war mit einer über fünf Meter langen Lanze, der Sarissa, ausgerüstet. Damit gestürzte Gegner sich nicht wieder aufrichten konnten, stachen die hinteren Reihen der Pezhetairen beim Vorrücken mit dem ebenfalls spitzen, unteren Ende ihrer Sarissa auf sie ein. Nach dem Tod Alexanders 323 v. Chr. entbrannten die Diadochenkriege, in denen Sarissen mit einer Länge von bis zu 7 Metern zum Einsatz kamen.
Für den Nahkampf waren die Phalangiten mit einem Kurzschwert bewaffnet. Da sie im Schwertkampf aber kaum ausgebildet waren und ihre Stärke im Kampf mit den Langwaffen lag, vermieden sie den Nahkampf möglichst. Besonders drastisch zeigte sich dies bei der Schlacht von Pydna, als die makedonische Phalanx im unebenen Gelände ihren Zusammenhalt nur unzureichend wahren konnte. In die entstehenden Lücken stießen die auf den Nahkampf spezialisierten römischen Soldaten und vernichteten die makedonische Phalanx. Die Flucht aus einer Phalanx war nahezu unmöglich.

## Römische Armee
Ähnlich wie zunächst die Griechen kämpften die Römer in der Schlacht in zahlreichen Einzelkämpfen. Unter griechischem Einfluss ging man in der Römischen Armee im Zuge der Servianischen Heeresreform dazu über, in geschlossener Schlachtlinie zu kämpfen. Die Phalanx (siehe auch Classis) der römischen Infanterie war zunächst nach der Panzerung und Bewaffnung der Soldaten gestaffelt, mit den schwer gepanzerten Kämpfern in den ersten Reihen und den leicht gepanzerten in den letzten Reihen. Später ging man dazu über, die Legionäre nach Erfahrung zu staffeln, die Erfahrensten (Triarier) als Rückhalt nach hinten (Treffentaktik).
Neben dieser unbedeutenderen Änderung wurde ein Grundmangel der Phalanx durch die Römer beseitigt. Um das Jahr 400 v. Chr. führten sie die Manipular-Phalanx (Manipeltaktik) ein, die nicht mehr so starr und unbeweglich war wie ihr griechisches Vorbild. Zwar hatten auch schon die Griechen zwischen ihren Heeresabteilungen (Lochoi) kleine Zwischenräume gelassen, die im Falle drohender feindlicher Einbrüche rasch geschlossen werden konnten, die Römer nutzten die bislang lediglich administrative Einheit des Manipels nun aber auch taktisch. Die Manipel standen etwa schachbrettartig, jedoch so, dass die Lücken in der Front der vordersten Manipel für die dahinter stehenden zu schmal waren, aber breiter als in Griechenland. Dadurch wurde einerseits das Rechtsziehen der Gesamtphalanx verringert. Andererseits erhielten die Frontmanipel Bewegungsfreiheit, da sie keine Stöße in die Flanke mehr befürchten mussten. Sobald eine ausreichend große Lücke entstanden war, rückte ein Folgemanipel sofort in diese ein und schloss damit die Front wieder. Die Römer hatten die Phalanx dadurch von ihrer Starrheit befreit und – wie Delbrück es ausdrückte – mit Gelenken versehen.
200 Jahre später wurde das Konzept durch Einführung der Treffentaktik weiter verfeinert. Neben der Unbeweglichkeit waren weitere Hauptprobleme der griechischen Phalanx ihre Anfälligkeit gegen Angriffe aus der Flanke und ihre weitgehende Unfähigkeit zur Verfolgung des geschlagenen Gegners. Beide Probleme wurden durch die Treffentaktik gelöst. Vereinfacht dargestellt, standen mehrere Manipular-Phalangen hintereinander, die sich einerseits durch Schließen von Lücken unterstützen konnten, aber auch für den Kampf in den Flanken oder als Reserve zum Beispiel zur Verfolgung verfügbar waren.
Weitere 100 Jahre später erreichte die Phalanx mit der Kohortentaktik das Ende ihrer Entwicklung. In der Kohorte als taktischem Körper hatten die Römer unter Beibehaltung der vorangegangenen Entwicklungsschritte einen selbstständigen Verband, der sowohl mit anderen Kohorten die Phalanx bilden konnte, als auch alleine dazu fähig war und eingesetzt werden konnte. Darüber hinaus stand mit der Kohorte ein ausreichend großer militärischer Körper für eine Vielfalt militärischer Aufgaben zur Verfügung. Die Phalanx war damit zu einem komplexen Organismus geworden, der nach Bedarf erweitert oder aufgelöst werden konnte, ohne seinen taktischen Wert zu verlieren.

## Nachfolgende verwandte Formationen

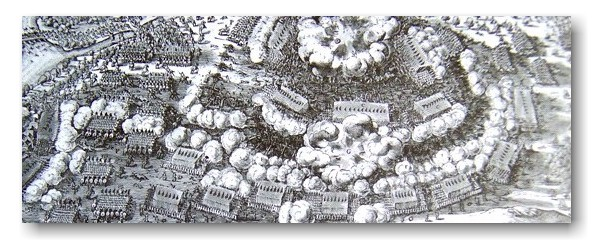
Gemischte Piken- und Arkebusenformation in einer Schlacht des 17. Jahrhunderts

Von der Völkerwanderungszeit bis zum Spätmittelalter schwand die Infanterie, im Sinne geordneten Fußvolks, von den Schlachtfeldern. Erst die Schweizer griffen die Idee der Phalanx nach dem makedonischen Muster wieder auf. Es gibt jedoch einige gravierende Unterschiede zwischen Phalanx an sich oder auch speziell makedonischer Phalanx und schweizerischem Gewalthaufen. Der Gewalthaufen bestand aus einer Mischung verschiedener Waffenträger. Zwar hatten die außen marschierenden Kämpfer den Langspieß, der an die Sarisse erinnert, dazwischen standen aber Kämpfer mit Kurzwaffen. Später traten Fernwaffenträger (Armbrustschützen, Arkebusiere, Musketiere) unmittelbar in den Verband des Gewalthaufens. Diese Mischung von Bewaffnungen hatte es in klassischen Phalangen nicht gegeben, Bogenschützen und ähnliche waren nie Bestandteil der Phalanx. Ein weiterer Unterschied lag darin, dass die Gewalthaufen nicht beliebig breit gemacht wurden, sondern entweder ein ausgewogenes Verhältnis von Breite zu Tiefe hatten, oder mehr Tiefe als Breite besaßen. Dafür wurden mehrere Gewalthaufen (meist drei) hintereinander gestaffelt vorgeführt, die sich gegenseitig unterstützten und auch Flankenschutz gewährten, sofern diese Aufgabe nicht von Reiterei wahrgenommen werden konnte. Insofern ist es richtig, dass diese Formationen nicht als Phalanx bezeichnet werden.
Auch die noch später folgende Lineartaktik und Kolonnentaktik stellen grundlegend andere Konzepte dar als die Phalanx, selbst wenn die Kolonnen stellenweise an die römische Kohortentaktik erinnern.